# Meninos e Meninas
"Meninos e Meninas" é uma canção do cantor brasileiro Jão, gravada para o seu terceiro álbum de estúdio, Pirata (2021). Composta e produzida pelo artista com auxílio de Paul Ralphes e Zebu na produção, foi gravada em Toca do Lobo em São Paulo, SP. Musicalmente, trata-se de uma canção de música pop, enquanto suas letras retratam experiências que Jão teve no processo de descoberta da sua sexualidade e com os meninos e meninas que se relacionou.

## Antecedentes e lançamento
Em novembro de 2020, durante uma entrevista com à revista Quem, Jão revelou que estava preparando seu terceiro álbum para 2021, afirmando: "A sonoridade é bem diferente do que eu já fiz. É um momento novo para mim, apesar de ser um caminho natural". Cinco meses depois, em entrevista à GQ, o artista declarou que ainda estava trabalhando no disco. "Quero que o novo álbum transmita esse sentimento de exploração, de aventura, porque todas as músicas giram em torno disso. E não quer dizer que elas sejam felizes ou tristes, sabe? Acho que tem muita nuance. É meu álbum com mais nuances até agora".
"Eu amo essa faixa, acho que é a que eu mais ouço de todas. Ela é muito triste, não sei se porque fui eu que escrevi e porque é um relato de uma experiência da minha faculdade, o que é muito nostálgico para mim. É a faixa que mais me emociona, estranhamente, porque ela é superfeliz, meio Los Hermanos, não sei muito bem como descrevê-la, mas é uma faixa que me deixa mais nostálgico, e isso me deixa triste." — Jão sobre "Meninos e Meninas", Apple Music
Em 13 de outubro de 2021, Jão anunciou que o álbum se chamaria Pirata. Em 18 de outubro, ele revelou a lista de faixas do álbum, onde "Meninos e Meninas" aparece como sétima faixa. Por fim, o disco foi finalmente lançado em 19 de outubro de 2021. Um lyric video da canção foi lançado em 28 de outubro.

## Vídeo musical
Jão chegou a confirmar em um show da Turnê Pirata que os fãs ganhariam um clipe para a canção, mas o mesmo afirmou no Altas Horas em 2023 que o clipe original havia sido gravado e que não estava editado, e reforçou que não tinha uma certeza de quando seria lançado. Em 14 de janeiro de 2025, 3 anos e meio após o lançamento da faixa, o cantor disponibilizou o vídeo musical da canção em parceria com a marca Adidas, para anunciar o lançamento da coleção de camisetas "Meninos e Meninas F.C." que é inspirada na canção. O vídeo, dirigido por Malu Alves, é protagonizado por Jão e os atores Gab Ferreira e Matheus Ferreira, que interpretaram seus dois pares amorosos. Após o lançamento da coleção e do vídeo musical, a faixa voltou a se popularizar na internet e ressurgiu com novas entradas em charts brasileiros da plataforma Spotify.

## Apresentações ao vivo

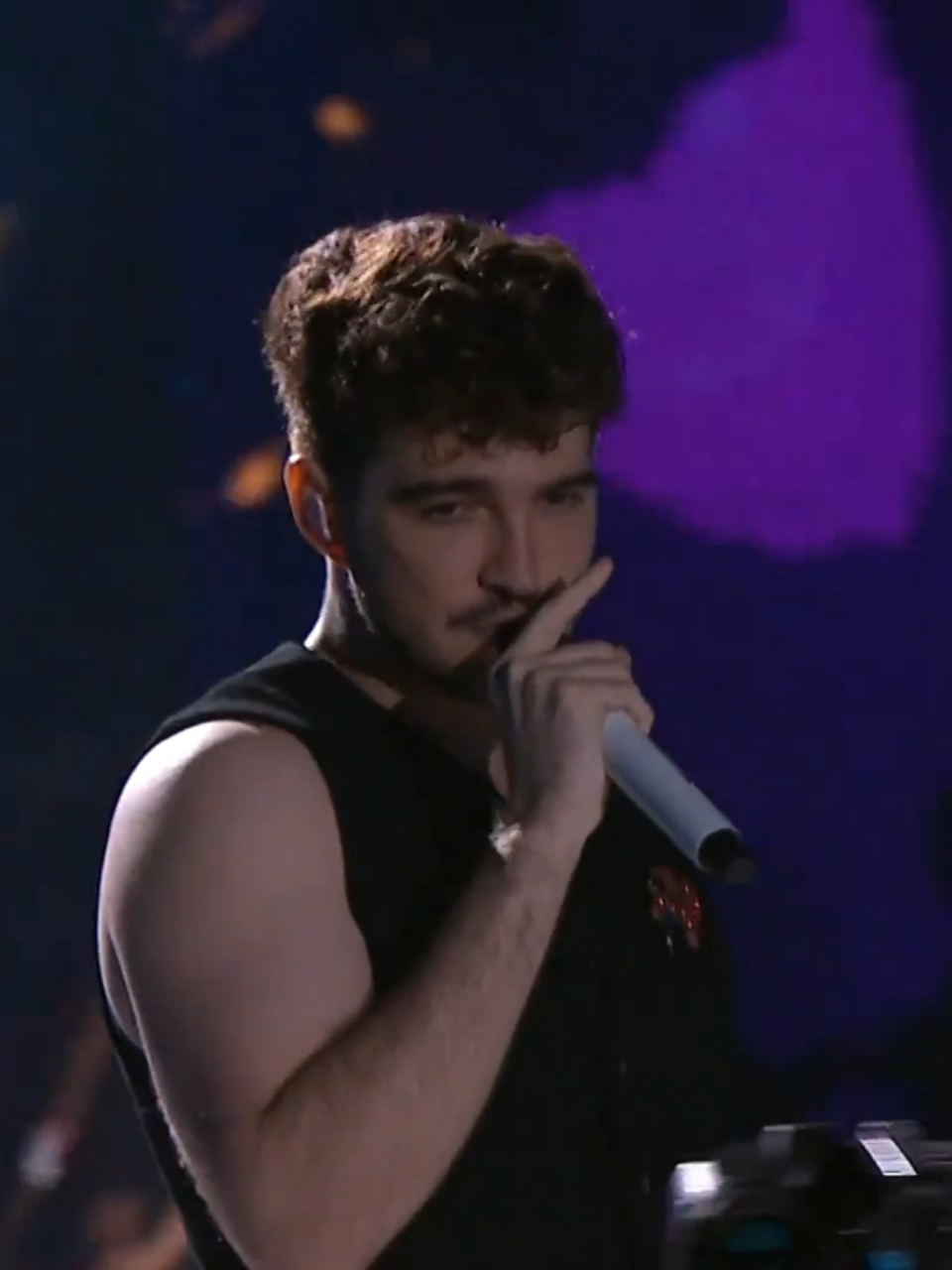
Jão apresentando "Meninos e Meninas" no Prêmio Multishow 2022

A primeira apresentação ao vivo de "Meninos e Meninas" ocorreu em outubro de 2021, em um vídeo pré-gravado, publicado no YouTube. Em 16 de novembro de 2021, Jão cantou a canção em um show ao vivo no TikTok. A canção foi inclusa no repertório de canções da Turnê Pirata (2022). Em 5 de abril de 2022, ele cantou a canção como parte do show de abertura da banda estadunidense Maroon 5, no Allianz Parque, em São Paulo. Ele cantou "Meninos e Meninas" no Encontro com Fátima Bernardes em 21 de junho de 2022. Em 13 de setembro de 2022, Jão cantou a canção no Música Boa Ao Vivo. Em 10 de outubro de 2022, ele cantou a canção na Rolling Stone Sessions e várias faixas de seus álbuns anteriores. Em 18 de outubro de 2022, ele cantou a canção no Prêmio Multishow de Música Brasileira, juntamente com "Idiota". A música acabou sendo incluída nos repertórios da SuperTurnê (2024-2025) e do Especial de Natal (2024).

## Certificações
| Região                                                       | Certificação | Vendas  |
| ------------------------------------------------------------ | ------------ | ------- |
| Brasil (Pro-Música Brasil)                                   | Platina      | 80 000‡ |
| ‡vendas+valores de streaming baseados apenas na certificação |              |         |